# Zorro se vrací
Zorro se vrací (orig. Zorro kehrt heim) je dobrodružný román německého spisovatele Axela Frelaua. Román vydalo východoněmecké nakladatelství Militärverlag der Deutschen Demokratischen Republik, VEB, v Berlíně v roce 1976.
V českém převodu, pořízeném Dagmar Martincovou, vyšel román péčí Nakladatelství Svoboda v Praze v roce 1980. Obálku pro toto vydání navrhl Stanislav Lorenz, odpovědnou redaktorkou byla Věra Saudková, technickou redaktorkou Alena Bláhová, výtvarným redaktorem František Kraus. Kniha byla vydána v (nečíslované) edici Omnia v nákladu 79 600 kusů; autorem grafického řešení edice je Miloslav Fulín. Knihu vytisklo Rudé právo, tiskařské závody.
Anotace, uvedená v knize, román charakterizuje takto:
| „                                          | Dobrodružný příběh s kriminální zápletkou o muži, který bojoval za svou lásku a spravedlnost. Axel Frelau je známý autor dobrodružných románů, jejichž děj se většinou odehrává v exotických prostředích, která Frelau velmi dobře zná. Prožil totiž většinu svého života jako lékař v rozvojových zemích. | “ |
| — strana 1 (patitul) románu Zorro se vrací | |   |